# Rotenkopf
De Rotenkopf is een berg in de deelstaat Beieren, Duitsland. De berg heeft een hoogte van 1685 meter.
De Rotenkopf is onderdeel van het Estergebergte, dat weer deel uitmaakt van de Bayerische Voralpen.